# Jean Robic
Jean Robic (Vouziers, 10 de junio de 1921 - Ardennes, 6 de octubre de 1980) fue un ciclista francés, profesional entre 1945 y 1959, cuyo mayor éxito lo obtuvo en 1947 al lograr la victoria absoluta en el Tour de Francia, prueba en la que en sus distintas participaciones lograría vencer en 7 etapas. También es conocido por haber sido el primer Campeón del Mundo de Ciclocrós.
En 1947, en la que el francés desbancó al italiano Brambilla, Robic se casó dos días antes de empezar el Tour y al marcharse le dijo a su esposa: "Ahora no tengo mucho que ofrecerte, pero dentro de tres semanas seré el ganador del Tour".
De baja estatura (1,61 m), Robic se ganó a la afición francesa por su carácter indomable. No se rendía ante Coppi, Bartali o Bobet, ante nadie. Y también por sus bravatas. Por ejemplo: "Si engancho un remolque a mi bicicleta y pongo en él a mi suegra, seguro que llego primero a la cumbre".
Su arrojo le provocó muchas caídas. En una París-Roubaix se fracturó el cráneo y a partir de ahí corría con un casco de tiras de cuero. Era el único que competía con casco y los demás le hacían bromas a Cabeza de Cuero. En una carrera, Robic cogió un martillo y se golpeó la cabeza. "Lo veis. No se rompe". Inmediatamente empezó a correr un chorro de sangre y Robic cayó desplomado.
En 1980, tras una cena con exciclistas en la que bebió excesivamente, falleció al chocar contra un camión aparcado.

## Palmarés

### Ruta
| 1947 - Tour de Francia, más 3 etapas - 1 etapa de la Dauphiné Libéré 1948 - À travers Lausanne - 2 etapas de la Vuelta a Suiza 1949 - 1 etapa del Tour de Francia 1950 - 1 etapa del Tour de Francia - Roma-Nápoles-Roma, más 2 etapas - 1 etapa de la Dauphiné Libéré | 1952 - 1 etapa del Tour de Francia - 1.º en la Polymultipliée - 2 etapas de la Roma-Nápoles-Roma 1953 - 1 etapa del Tour de Francia |

### Ciclocrós
1945
- Campeonato de Francia de Ciclocrós

1947
- Criterium Internacional de ciclocrós

1950
- Campeonato Mundial de Ciclocrós

## Resultados en Grandes Vueltas y Campeonato del Mundo
Durante su carrera deportiva ha conseguido los siguientes puestos en las Grandes Vueltas y en los Campeonatos del Mundo en carretera:
| Carrera         | 1944 | 1945 | 1946 | 1947 | 1948 | 1949 | 1950 | 1951 | 1952 | 1953 | 1954 | 1955 | 1956 | 1957 | 1958 | 1959 | 1960 | 1961 |
| --------------- | ---- | ---- | ---- | ---- | ---- | ---- | ---- | ---- | ---- | ---- | ---- | ---- | ---- | ---- | ---- | ---- | ---- | ---- |
| Giro de Italia  | X    | X    | -    | -    | -    | -    | Ab.  | -    | -    | -    | -    | -    | -    | -    | -    | -    | -    | -    |
| Tour de Francia | X    | X    | X    | 1.º  | 16.º | 4.º  | 12.º | 27.º | 5.º  | Ab.  | Ab.  | Ab.  | -    | -    | -    | Ab.  | -    | -    |
| Vuelta a España | X    | -    | -    | -    | -    | X    | -    | X    | X    | X    | X    | -    | -    | -    | -    | -    | -    | -    |
| Mundial en Ruta | X    | X    | -    | -    | -    | -    | -    | -    | 26.º | -    | 14.º | -    | -    | -    | -    | -    | -    | -    |

-: No participa

Ab.: Abandono

X: Ediciones no celebradas